# Atlas de paysages
Pour les articles homonymes, voir Atlas.
 (décembre 2024).
Les atlas de paysages permettent de recenser et de qualifier les paysages, sur la base d'outils et méthodes plus ou moins standardisées de cartographie, d'observation et d'évaluation. Son objet consiste à décrire et qualifier tous les paysages rencontrés, qu’ils soient ruraux, urbains ou péri-urbains, naturels ou construits, banals ou exceptionnels. 

## En Europe
La Convention européenne du paysage, signée à Florence en 2000, invite les pays européens :
- à identifier ses propres paysages, sur l’ensemble de son territoire ;
- à analyser leurs caractéristiques ainsi que les dynamiques et les pressions qui les modifient ;
- à en suivre les transformations ;
- à qualifier les paysages identifiés en tenant compte des valeurs particulières qui leur sont attribuées par les acteurs et les populations concernés. (article 6-C.)

## En France
La France, pour mettre en œuvre ces principes, incite les régions et départements à mettre en place un inventaire systématique de leurs paysages, au travers d'atlas de paysages. Cette démarche est coordonnée en général, au niveau administratif des régions, par les DREAL (Directions Régionales de l'Environnement, de l'Aménagement et du Logement), et les atlas sont réalisés par des bureaux d'études en paysage.
Les points suivants doivent figurer dans les atlas :
- Identification des unités paysagères
- Identification des représentations culturelles du paysage (peinture, littérature, cartes postales…)
- Évaluation des dynamiques et des enjeux du paysage.

Les atlas listent et cartographient les ensembles paysagés comprenant chacun des unités paysagères, portions de territoire offrant une homogénéité du paysage à l'échelle étudiée. Ces unités sont étudiées une par une en détaillant les aspects géomorphologiques, visuels, écologiques, culturels… On estime à environ 2 000 les unités paysagères en France ; on peut donc considérer que la France compte 2 000 paysages.
Certains atlas (celui du Nord-Pas-de-Calais par exemple) ont intégré des notions d'écologie du paysage, et la dimension « Environnement nocturne », dont l'importance a été rappelée par le Grenelle de l'Environnement et la loi Grenelle qui contient un article sur la pollution lumineuse.
Sous l'égide des ministères concernés, du Museum d'Histoire naturelle et avec les DIREN (devenues DREAL) et les Régions et départements (CAUE…), etc. la France a élaboré quelques outils de description, de cartographie, d'évaluation et d'observation de l'évolution des paysages et d'unités écopaysagères. Pour élaborer et mettre à jour les atlas de paysages (Atlas de paysages régionaux ou départementaux ou locaux), via les observatoires notamment, les acteurs peuvent s'appuyer aux échelles locales sur différents outils, en partie accessibles via le catalogue de données de l'IDCNP (Inventaire des dispositifs de collecte de la nature et des paysages) et via la base de données CARMEN
- Inventaires d'arbres remarquables
- Pré-inventaire de jardins remarquables
- Pré-inventaire d'ouvrages d’art remarquables
- Paysages protégés (Sites inscrits, Sites classés…)
- Surface équivalente topographique (dans le cadre de la nouvelle PAC)
- Données d'archives, dont aux archives départementales
- volet paysager des études d'impacts et mesures compensatoires quand elles existent.
- Paysages labellisés (Paysages de reconquête, Grands sites, Biens du patrimoine mondial de l'Unesco
- SINP qui intègre de plus en plus de données anciennes (intéressante en termes de paléopaysages, d'écologie rétrospective et évolution récente des paysages)
- etc.

Il existe des paysages que l'on nomme "urbains" caractérisés par une scène de ville, de bâtiments, etc. La notion de paysage ne se résume pas seulement à un concept géographique.
En France, sur la base des retours d'expérience de 65 atlas déjà publiés couvrant environ 90 % du territoire français, un guide méthodologique (téléchargeable) a été actualisé en 2015, disponible pour tous les acteurs des territoires.

## Les frontières
Les frontières politiques et/ou géographiques, les lieux de mémoire et de séquelles de guerre sont souvent des lieux particuliers en termes de paysage, avec parfois des no man's land

#### Auvergne-Rhône-Alpes
- Atlas régional des paysages d'Auvergne

- Atlas des paysages de l'Ain

#### Bretagne
- Atlas départemental des paysages Finistère

- Atlas départemental des paysages Morbihan

- Atlas départemental d'Ille-et-Vilaine

#### Bourgogne-Franche-Comté
Franche Comté : Uniquement consultable sur place
- Atlas régional des paysages de Bourgogne

- Atlas des paysages de Saône-et-Loire- 2019

- Atlas départemental des paysages Yonne

- Atlas départemental des paysages de La Nièvre - 2011

- Atlas départemental des paysages de la Côte d’Or

#### Centre-Val-de-Loire
- Atlas départemental des paysages Loir-et-Cher

#### Corse
- Atlas des paysages de Corse

#### Grand-Est
- Atlas régional des paysages alsaciens - 2015

- Atlas des paysages Vosges - 2007 — Uniquement consultable sur place

Atlas des paysages Meurthe et Moselle
- Champagne-Ardennes : Uniquement consultable sur place

#### Hauts-de-France
- Atlas régional du Nord-Pas-de-Calais

- Atlas départementaux des paysages de l'Oise, de l'Aisne et de la Somme

#### Île-de-France
- Atlas départemental des paysages Seine et Marne

#### Normandie
- Atlas régional de Haute Normandie

- Inventaire régional de Basse Normandie

#### Nouvelle-Aquitaine
- Atlas des paysages de la Vienne - 2024[8]
- Atlas des paysages des Landes - 2023
- Atlas régional des paysages du Limousin

- Atlas régional des paysages de Poitou-Charentes

- Atlas départemental des paysages de Dordogne - 2020

- Atlas départemental des paysages de Gironde

- Atlas départemental des paysages du Lot-et-Garonne - 2016

#### Occitanie
- Atlas départemental des paysages de l'Aveyron

- Atlas départemental des paysages du Lot

- Atlas départemental des paysages du Tarn

- Atlas départemental des paysages du Tarn-et-Garonne

- Atlas départemental des paysages du Gers

- Atlas départemental des paysages d'Ariège lien 1

- Atlas départemental des paysages d'Ariège lien 2

- Atlas régional des paysages du Languedoc Roussillon

#### Provence-Alpes-Côte d’Azur
- Atlas départemental des paysages Vaucluse

- Atlas départemental des paysages Var

- Atlas départemental des paysages Hautes Alpes

- Atlas départemental des paysages Alpes maritimes

#### Pays-de-la-Loire
- Atlas régional des paysages des Pays de la Loire - 2017

- Atlas départemental des paysages Loire Atlantique

- Atlas départemental des paysages Mayenne

- Atlas départemental des paysages de la Sarthe

#### DOM-TOM
Atlas des paysages de Mayotte
- Atlas des paysages de La Réunion

- Atlas des paysages de Guyane

- Atlas des paysages de Martinique

- Atlas des paysages de Guadeloupe